# Scooby-Doo on Zombie Island
Scooby-Doo on Zombie Island is een Amerikaanse animatiefilm uit 1998. Het is de eerste van een reeks direct-naar-video-films gebaseerd op de Scooby-Doo series. De film kwam uit op 20 februari 1998. De film werd geregisseerd door Hiroshi Aoyama, Kazumi Fukushima, en Jim Stenstrum. Het script is geschreven door Leopold en Davis Doi.

## Verhaal
De film begint met een achtervolgingsscène waarin Mystery Inc. wordt achtervolgd door een groen trolachtig moerasmonster. Door een ongeluk veroorzaakt door Shaggy wordt het monster gevangen en ontmaskerd. Het blijkt wederom te gaan om vermomde criminelen.
Deze scène is onderdeel van een verhaal verteld door Daphne Blake tijdens haar televisieprogramma. Na jarenlang overal valse geesten te hebben ontmaskerd zijn de leden Mystery Inc. hun eigen weg gegaan. Daphne en Fred gaan een succesvolle televisieserie genaamd Coast to Coast with Daphne Blake beginnen, Velma opent een boekwinkel en Scooby en Shaggy nemen baantje na baantje. Ze worden echter telkens net zo snel ontslagen als dat ze aangenomen zijn. Fred besluit dat de volgende aflevering van Daphne’s show moet gaan over het opsporen van echte geesten. Daarom laat hij de groep weer bij elkaar komen, en leidt hen naar Louisiana.
Na vele verklede mensen te hebben ontmoet zoals een nerdachtige man in een kreeftkostuum, een oude man in een vampiervleermuiskostuum en een vrouw in een zombiekostuum, arriveert de groep in New Orleans. Ze worden uitgenodigd door een kok genaamd Lena, die hen graag het Moonscar Eiland wil tonen. Het eiland wordt volgens haar bewoond door de geest van een piraat genaamd Morgan Moonscar. Hoewel de groep hier sceptisch op reageert, gaan ze toch met haar mee.
De groep arriveert op het eiland en ontmoet Lena’s werkgever, Simone Lenoir. Op weg naar het eiland ontmoet de groep ook Jacques, die een veerdienst runt.
De eerste 2/3 van de film is gelijk aan een klassieke Scooby-Doo aflevering waarin de groep aanwijzingen probeert te vinden dat de monsters op het eiland gewoon verklede mensen zijn. Ze komen er echter achter dat de zombies op het eiland echt zijn. De zombies zijn echter niet de ware schurken. Lena, Simone en Jacques zijn weerkatten die alle bezoekers van het eiland hun levenskracht ontnemen om zelf onsterfelijk te worden. De zombies zijn gewoon hun slachtoffers.
In de rest van de film zoekt het team naar een manier om de drie schurken te stoppen en de zombies uit hun lijden te verlossen.

## Rolverdeling
| Acteur           | Personage         |
| ---------------- | ----------------- |
| Scott Innes      | Scooby-Doo        |
| Billy West       | Shaggy            |
| Frank Welker     | Fred Jones        |
| Mary Kay Bergman | Daphne Blake      |
| B.J. Ward        | Velma Dinkley     |
| Adrienne Barbeau | Simone            |
| Tara Strong      | Lena              |
| Cam Clarke       | Beau Neville      |
| Jim Cummings     | Jacques           |
| Mark Hamill      | Snakebite Scruggs |

## Achtergrond
Net als in de Scooby-Doo televisiefilms uit de jaren 90 waren de monsters in deze film echt, en niet verklede mensen zoals in de animatieseries. Dit werd sterk gepromoot voor de uitkomst van de film, waaronder met de tagline "This time, the monsters are real".
De film werd goed verkocht en ontving over het algemeen positieve reacties in de media. Dit leidde tot meer Scooby-Doo films, en later zelfs tot een nieuwe serie: What's New, Scooby-Doo?.